# インソムニウム
インソムニウム（Insomnium）は、フィンランドのメロディック・デスメタルバンドである。

## 略歴
1997年にフィンランド東部の街ヨエンスーで結成。1999年に1stデモ『Demo '99』、2000年に2ndデモ『Underneath the Moonlit Waves』を製作した。2001年にヴィレ・ヴァンニ (G)が加入し、イギリスのキャンドルライト・レコードと契約。
2002年に1stデビューアルバム『In The Halls Of Awaiting』をリリースした。その後、2004年に2ndアルバム『Since The Day It All Came Down』をリリース。
2006年に3rdアルバム『Above The Weeping World』をリリースし、フィンランドの総合CD週間チャートで9位にランクインした。2週間TOP50入りした。翌2007年に、日本でも、同アルバムの日本盤がリリースされた。2009年秋に4thアルバム『Across The Dark』をリリース。同アルバムは、フィンランドの総合CD週間チャートで5位にランクインし、2週間TOP50入りした。また、「FINNISH METAL AWARD」のベスト・バンド、ベスト・アルバムに選出された。
4thアルバムリリース後、センチュリー・メディア・レコードに移籍。2011年に5thアルバム『One For Sorrow』をリリースする。同アルバムは、フィンランドの総合CD週間チャートで6位を記録し、3週間TOP50入りした。また、ドイツのCDチャートでも95位を記録している。同アルバムのプロデューサーはダーク・トランキュリティ、ディメンション・ゼロで活動するダニエル・アントンソンが務めた。
2001年からおよそ10年間不動のラインナップで活動していたが、2011年10月31日、ヴィレ・ヴァンニが外科医に専念するため脱退し、オムニアム・ギャザラムのギタリスト、マルクス・ヴァンハラ (G)が加入することが発表された。また、オムニアム・ギャザラムとの兼ね合いで、スケジュールに都合がつかない場合があり、その際には、ヴィレ・フリマンが参加していたエンター・マイ・サイレンスのツォーマス・ヤッピネンがサポートギタリストとして参加することも併せて発表された。
2012年1月にアヴァロン・レーベルから、『One For Sorrow』の日本盤がリリースされることとなった。2014年に6thアルバム『Shadows of the Dying Sun』をリリース。同アルバムは、フィンランドの総合CD週間チャートで最高2位を記録、計7週間TOP50入りを果たした。同アルバムは、ドイツで最高18位、オーストリアとスイスでは最高33位を記録するなど躍進の一枚となった。
2015年のツアーでは、多忙のヴィレ・フリマンに代わってライヴセッションを起用することが多かった。5月には、ヘッドライナーとして2回目の来日をし大阪、東京でライヴを行ったが、この際はプレッシャー・ポインツ等で活動するカリ・オッリがギタリストを務めた。北アメリカツアーの際には元アーチ・エネミーのニック・コードルがヴィレに代わってライヴセッション参加する予定だったが、ツアー前にニーロ・セヴァネンが近親者の急病により離脱し、元アビスマル・ダウンのマイク・ベアーがライヴセッションとして参加した。これにより北アメリカツアーはバンドメンバー4名中2名がライヴセッションを起用しての公演となった。更に10月に行われたヨーロッパツアーでは、ヴィレに代わって元ソナタ・アークティカ、現ケインズ・オファリングのヤニ・リーマタイネンがライヴセッションとして加わっている。
2016年に7thアルバム『Winter's Gate』をリリース。同アルバムは、約40分の楽曲1曲のみで構成されるという実験的なアルバムとなった。同アルバムは、フィンランドの総合CD週間チャートで1位を獲得。初の週間チャート1位の獲得であった。その一方で、TOP50入りは合計5週間と前作には及ばなかった。
2019年7月中旬、8thアルバム『Heart like a Grave』のリリースを発表。同時に3人目のギタリストとして、以前ライヴ・サポートとして参加していたヤニ・リーマタイネン (G) が正式に加入することが発表された。メンバーを増やすこととなった原因は、中心メンバーのヴィレ・フリマンがヨーク大学の講師であるため、長期ツアーに参加できないことが多かったためである。このため、3人目のギタリストを正式に加入させることとなり、元々ツアーメンバーとして参加経験のあるヤニ・リーマタイネンに白羽の矢が立ったという。この発表の中で、ヴィレ・フリマンは、ヨーク大学での仕事が忙しくなる一方で、インソムニウムの活動もより大きなものとなったため、双方に100%の力を注ぐことが不可能なことが分かったと述べており、加えて時間が取れる時にはバンド活動には参加するとも述べている。2023年に9thアルバム『Anno 1696』をリリース。
2024年2月、公式フェイスブックでヤニ・リーマタイネンの解雇が発表された。発表の中で、長期間リーマタイネンと連絡が取れなくなっており、バンドメンバーもリーマタイネンの現況が分からなくなっていることが原因とされた。併せて今後は4人組に戻り、予定されているライヴには予定通り参加し、リーマタイネンが出演する予定だったパートには、フリマンの他、リーマタイネンが音信不通になってからライヴセッションを務めていたブランドン・エリス（ザ・ブラック・ダリア・マーダー、元アーシス他）や、ニック・コードル（オムニアム・ギャザラム、元アーチ・エネミー、元アーシス他）が引き続き出演することが発表された。

## メンバー

### 現メンバー
- ニーロ・セヴァネン (Niilo Sevänen) - ベース・ボーカル（1997年 - ）

ウォッチ・ミー・フォールでも活動していた。
- ヴィレ・フリマン (Ville Friman) - ギター・クリーンボーカル（1997年 - ）

2009年よりクリーンボーカルを兼任。イギリス・ヨーク大学で進化生物学者としても活動しており、ツアーには不参加であることが多い。
エンター・マイ・サイレンス、アライヴァルでも活動していた。
- マルクス・ヒルヴォネン (Markus Hirvonen) - ドラム（1997年 - ）

ヌーメナで活動するギタリストは同姓同名の別人。
- マルクス・ヴァンハラ (Markus Vanhala) - ギター (2011年 - )

マニトウ、ゴア・ペネトレイションでも活動していた。オムニアム・ギャザラム、マルプラクティスでも活動中。

### 元メンバー
- タパニ・ペソネン (Tapani Pesonen) - ドラム・ギター (1997年 - 1998年)
- ティモ・パルタネン (Timo Partanen) - ギター (1998年 - 2001年)
- ヴィレ・ヴァンニ (Ville Vänni) - ギター（2001年 - 2011年）

現在は外科医に専念している。過去にはヘイトフォーム、ウォッチ・ミー・フォールにも在籍していた。
- ヤニ・リーマタイネン (Jani Liimatainen) - ギター・ボーカル (2019年 - 2024年)

元々ライヴサポートだったが、2019年に正式加入。その後、バンドメンバーと長期間音信不通となったことから、2024年2月に解雇された。
ソナタ・アークティカ、ケインズ・オファリング、ザ・ダーク・エレメント、オルタリアなどでも活動。

### セッション・メンバー
- ツォーマス・ヤッピネン (Tuomas Jäppinen) - ギター (2011年)

マルクス・ヴァンハラがライヴに参加できない際のライヴセッションとして参加。
エンター・マイ・サイレンスで活動。
- カリ・オッリ (Kari Olli) - ギター・ボーカル (2015年)

ヴィレ・フリマンがライヴに参加できない際のライヴセッションとして参加。
プレッシャー・ポインツ、De Lirium's Order等で活動。
- ニック・コードル (Nick Cordle) - ギター (2015年、2022年、2023年 - )

北アメリカツアーの際、ヴィレ・フリマンに代わってライヴセッションとして参加。その後もたびたびライヴセッションとして参加している。
アーチ・エネミー、アーシス、ディス・ミーンズ・ユー、サンクチュアリ（ライヴセッション）で活動。
- マイク・ベアー (Mike Bear) - ベース・ボーカル (2015年)

北アメリカツアーの際、ニーロ・セヴァネンがライヴに参加できない際のライヴセッションとして参加。
アビスマル・ダウン等で活動。
- ヤニ・リーマタイネン (Jani Liimatainen) - ギター・ボーカル（2015年）

ヨーロッパツアーの際、ヴィレ・フリマンに代わってライヴセッションとして参加。後に正式メンバーとして加入、その後、バンドと音信不通となり解雇された。
ソナタ・アークティカ、ケインズ・オファリング等で活動。
- ブランドン・エリス (Brandon Ellis) - ギター (2023年 - )

ザ・ブラック・ダリア・マーダー、アーシスなどで活動。

## ディスコグラフィ
- 1999年 Demo '99 (デモ)
- 2000年 Underneath the Moonlit Waves (デモ)
- 2002年 In The Halls Of Awaiting
- 2004年 Since The Day It All Came Down
- 2006年 アボブ・ザ・ウィーピング・ワールド (Above The Weeping World)
- 2009年 Across The Dark
- 2011年 ワン・フォー・ソロウ (One For Sorrow)
- 2014年 シャドウズ・オヴ・ザ・ダイング・サン (Shadows of the Dying Sun)
- 2016年 ウィンターズ・ゲイト (Winter's Gate)
- 2019年 Heart like a Grave
- 2023年 アノ1696 (Anno 1696)

## 日本公演
- 2012年 FINLAND FEST
- 2015年
- 2017年 SUOMI FEAST 2017